# Stethynium lavoisieri
Stethynium lavoisieri är en stekelart som beskrevs av Girault 1912. Stethynium lavoisieri ingår i släktet Stethynium och familjen dvärgsteklar. Inga underarter finns listade i Catalogue of Life.